# Política Unilateral de Precios Mínimos de Venta al Público
La política unilateral de precios mínimos de venta al público (PUPMVP) es una estrategia empleada por fabricantes para influir en los precios de venta de sus productos por parte de minoristas. Esta práctica busca evitar guerras de precios y mantener la percepción del valor de la marca en el mercado. Ha tenido un impacto significativo en el comercio global y ha evolucionado para adaptarse a contextos modernos como el comercio electrónico.

## Política Unilateral de Precios Mínimos de Venta al Público
Una política unilateral de precios mínimos de venta al público (PUPMVP) es una estrategia comercial mediante la cual un fabricante establece unilateralmente un precio mínimo al que sus productos pueden ser vendidos por minoristas, sin necesidad de acuerdos formales entre las partes. Esta práctica permite a los fabricantes influir en los precios de reventa, protegiendo la integridad y prestigio de la marca. Además, asegura márgenes de beneficio adecuados para los distribuidores.
La implementación de una PUPMVP busca evitar guerras de precios entre los minoristas, manteniendo una percepción constante del valor de los productos en el mercado. Sin embargo, su aplicación debe realizarse con cuidado para no infringir leyes antimonopolio, ya que la coordinación explícita sobre precios podría considerarse una práctica anticompetitiva.

## Origen y evolución
La PUPMVP tiene su origen en la jurisprudencia estadounidense. En 1919, el caso United States v. Colgate & Co. marcó un precedente significativo al establecer que un fabricante podía anunciar precios de reventa sugeridos y negarse a realizar negocios con minoristas que no respetaran dichos precios, sin que esto constituyera una violación de las leyes antimonopolio. Este caso cimentó el uso de políticas de precios en el marco legal estadounidense.
En 2007, el caso Leegin Creative Leather Products, Inc. v. PSKS, Inc. marcó un hito en la evolución de las políticas de precios. La Corte Suprema de Estados Unidos determinó que los acuerdos para mantener precios de reventa no eran intrínsecamente ilegales bajo la Ley Sherman, sino que debían evaluarse caso por caso para determinar su impacto en la competencia. Esto otorgó a los fabricantes una mayor flexibilidad para establecer políticas de precios, siempre que no restringieran indebidamente la competencia en el mercado.

## Diferencias entre PUPMVP y MAP
Es importante distinguir entre las PUPMVP y las Políticas de Precio Mínimo Anunciado (MAP, por sus siglas en inglés). Mientras que la PUPMVP implica que el fabricante establece de manera unilateral un precio mínimo de venta y se reserva el derecho de no suministrar a minoristas que no lo respeten, la MAP es un acuerdo formal entre el fabricante y los minoristas. Este acuerdo establece el precio mínimo al que un producto puede ser anunciado públicamente, aunque no necesariamente vendido.
La MAP se refiere exclusivamente al precio anunciado en publicidad, mientras que la PUPMVP regula el precio final de venta al consumidor. Los minoristas pueden vender los productos por debajo del precio MAP, siempre que no los anuncien a un precio menor. Estas diferencias son clave para comprender las implicaciones legales y comerciales de cada política.

## Desafíos en el comercio electrónico
En el contexto del comercio electrónico, la supervisión y cumplimiento de estas políticas se han vuelto más complejos debido a la facilidad con la que los precios pueden ser modificados y monitoreados en línea. Los fabricantes deben establecer mecanismos efectivos para garantizar que los minoristas respeten las políticas de precios establecidas. Por ejemplo, el uso de tecnologías avanzadas permite rastrear los precios anunciados en tiempo real y tomar medidas correctivas en caso de incumplimientos.
El comercio en línea ha intensificado la competencia entre minoristas, lo que puede derivar en una erosión del valor percibido de las marcas si no se regulan los precios de manera adecuada. La implementación de políticas MAP o PUPMVP en el entorno digital busca evitar estos problemas y mantener una percepción de valor coherente.

## Casos recientes
Un caso reciente que ejemplifica la aplicación de políticas de precios mínimos es el de las cadenas de supermercados en España. En septiembre de 2024, la organización de consumidores FACUA denunció a ocho grandes cadenas por presuntamente pactar el precio de la leche, lo que podría interpretarse como una forma de mantener precios mínimos en el mercado. Según FACUA, varias marcas de leche presentaban precios casi idénticos en estas cadenas, lo que sugiere una posible coordinación en la fijación de precios.
Por otro lado, los fabricantes de leche que suministran a cadenas como Mercadona, Dia y Lidl han experimentado un crecimiento significativo en ventas, a pesar de operar con márgenes ajustados. Esto podría deberse a estrategias de precios diseñadas para equilibrar la competitividad con la rentabilidad, evitando reducciones excesivas que podrían devaluar el producto o la marca.
En el ámbito político, en noviembre de 2024, la vicepresidenta de Estados Unidos, Kamala Harris, propuso una prohibición federal contra los aumentos abusivos de precios en alimentos. Esta iniciativa busca proteger a los consumidores de incrementos injustificados y podría influir en cómo las empresas establecen sus políticas de precios, incluidas las PUPMVP, para cumplir con regulaciones más estrictas y evitar sanciones.